# Mission de Amr bin Umayyah al-Damri
La mission de Amr bin Umayyah al-Damri est une expédition ordonnée par Mahomet contre Abu Sufyan ibn Harb en l'an 6 de l'Hégire, c'est-à-dire en 627.
Selon Ar-Rahīq al-Makhtum (Le Nectar Cacheté), une biographie islamique moderne de Mahomet écrite par l'auteur musulman indien Saif ur-Rahman Mubarakpuri, des biographes ont dit qu'Amr bin Umayyah al-Damri fut envoyé en mission pour tuer Abu Sufyan ibn Harb (le chef des Quraysh), qui avait aussi envoyé un Bédouin pour tuer Mahomet. La mission fut un échec, mais Amr bin Umayyah al-Damri tua trois polythéistes sur le chemin.